# مارفن تي. كولبيبر
مارفن تي. كولبيبر هو فلاح ومهندس وسياسي أمريكي، ولد في 26 نوفمبر 1908 في جونسبورو في الولايات المتحدة، وتوفي في 31 يناير 1970 في هودج في الولايات المتحدة. نشط حزبياً في الحزب الديمقراطي. وقد انتخب عضو مجلس نواب لويزيانا ‏.